# KBC空洞

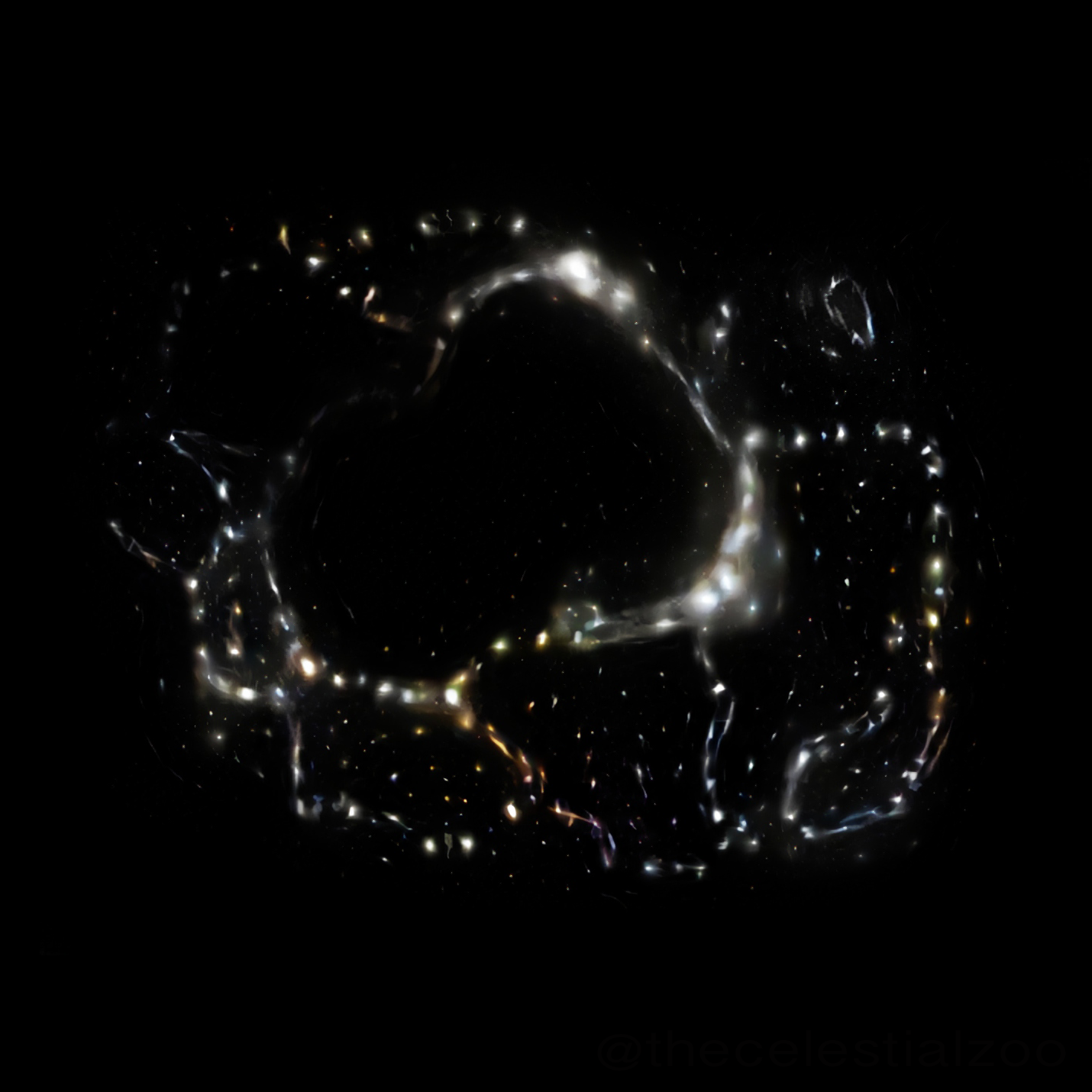
KBC空洞

KBC空洞是由瑞恩·基南（Ryan Keenan）、艾米·巴杰和伦诺克斯·考伊于2013年发现，并以三人姓氏首字母命名的空洞。KBC空洞是一片巨大的包含拉尼亚凯亚超星系团（银河系所处的本星系群属于其中一部分）在内的，周围相对空旷的宇宙区域。KBC空洞大体呈球形，直径大约为20亿光年（600百万秒差距），包括银河系在内的大约几百万光年的结构位于其中心处。

## 应用
该空洞用于解释根据银河系超新星和造父变星计算得出的哈勃常数（72–75 km/s/Mpc）与根据宇宙微波背景辐射和重子声学振荡测得的哈勃常数（67–68 km/s/Mpc）之间的矛盾。空洞内的星系可通过引力牵引空洞外的物质使得哈勃常数发生变化。

## 延伸阅读
- Hoscheit, Benjamin L.; Barger, Amy J. . 30 Jan 2018. arXiv:1801.01890  [astro-ph.CO].